# Robert Toupin (homme politique)
Robert Toupin (né le 20 janvier 1949 à L'Assomption) est un notaire et homme politique fédéral du Québec.

## Biographie

### Carrière politique
Robert Toupin est élu député de la circonscription électorale de Terrebonne à la Chambre des communes du Canada pour le Parti progressiste-conservateur du Canada dirigé par Brian Mulroney, lors de l'élection fédérale de 1984.
Il quitte le Parti progressiste-conservateur le 13 mai 1986 et siège comme député indépendant. Puis, le 16 décembre 1986, il se joint au Nouveau Parti démocratique. Il devient ainsi le premier député de ce parti au Québec. Le 25 octobre 1987, il quitte le Nouveau Parti démocratique et siège de nouveau comme député indépendant, jusqu'à la fin de son mandat. Par la suite, il est invité par les membres du Parti rhinocéros à joindre leurs rangs. Il est défait à titre de candidat indépendant lors des élections de 1988.